# Aoiz
Aoiz in castigliano e Agoitz in basco, è un comune spagnolo di 2.109 (2005) abitanti situato nella comunità autonoma della Navarra.